# Martina Severin-Kaiser

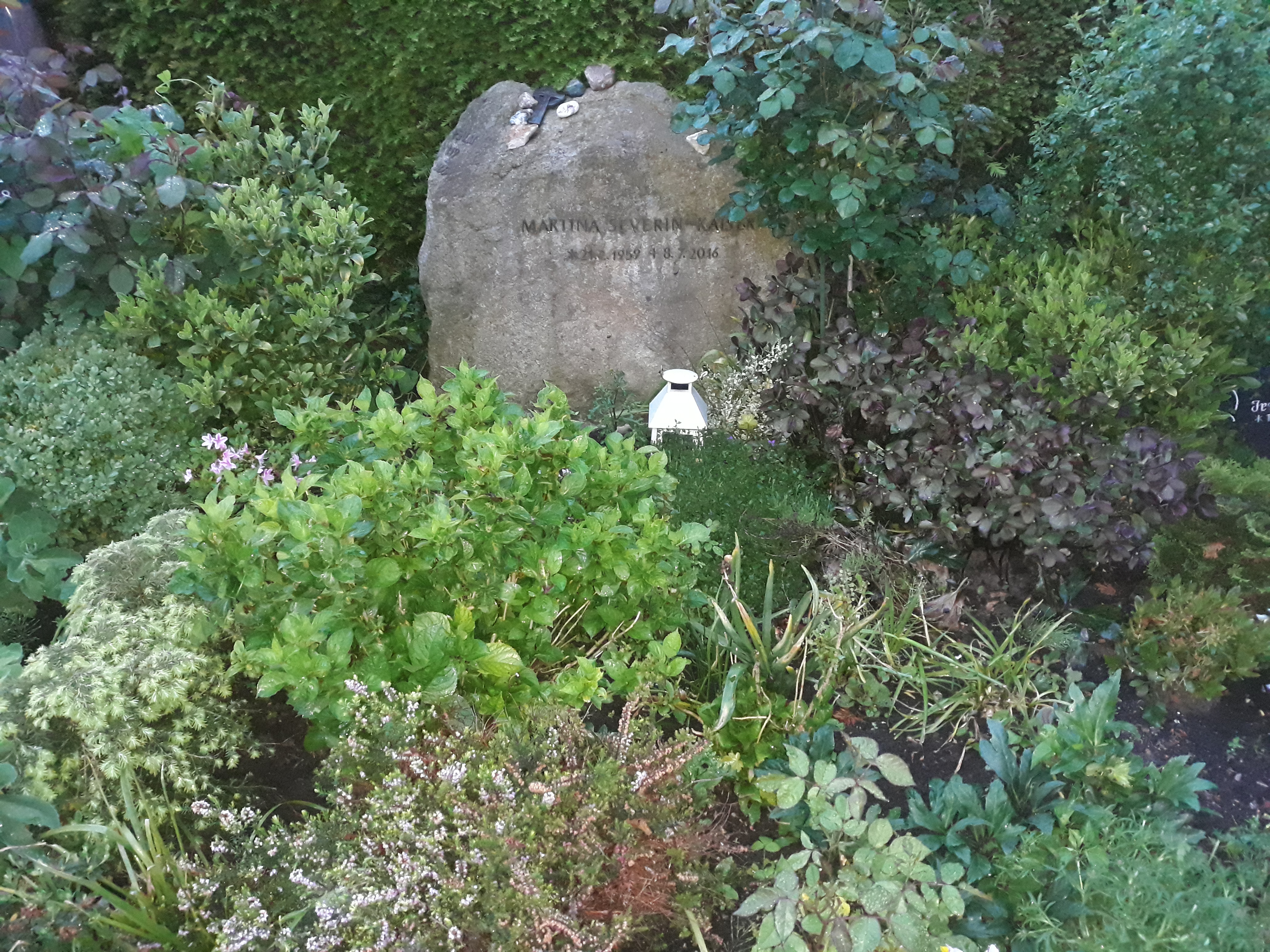
Das Grab von Martina Severin-Kaiser auf dem Friedhof Bernadottestraße in Hamburg.

Martina Severin-Kaiser, geborene Martina Severin (* 21. Februar 1959 in Eutin; † 8. Juli 2016 in Hamburg) war eine deutsche evangelisch-lutherische Geistliche. Sie war in verschiedenen Ämtern und Funktionen bei der Nordkirche und sonstigen kirchlichen Institutionen tätig. Seit Dezember 2015 war sie Hauptpastorin an der Hauptkirche St. Petri in Hamburg.

## Leben
Martina Severin verbrachte ihre Schulzeit in Lübeck. Nach dem Abitur studierte sie Evangelische Theologie und Geschichtswissenschaften in Münster, Tübingen, Jerusalem und Hamburg. Während ihrer Studienzeit in Jerusalem arbeitete sie in interreligiösen und christlich ökumenischen Initiativen. Von 1987 bis 1996 war sie Pastorin der Martin-Luther-King-Gemeinde in Hamburg-Steilshoop. Anschließend betreute sie bis 2004 die deutschsprachige evangelische Gemeinde in Brüssel und in der Wallonie. 2004 wurde Severin-Kaiser Ökumenebeauftragte der Nordelbischen Evangelisch-Lutherischen Kirche und dann der Evangelisch-Lutherischen Kirche in Norddeutschland. Damit verbunden war sie bis Ende 2015 zudem Geschäftsführerin der Hamburger Arbeitsgemeinschaft Christlicher Kirchen (ACK), einem Zusammenschluss von derzeit 36 verschiedenen Kirchen und Gemeinden. Am 22. April 2015 wählte die Synode des Kirchenkreises Hamburg-Ost Severin-Kaiser als Nachfolgerin von Christoph Störmer zur Hauptpastorin an Sankt Petri. Darüber hinaus war Severin-Kaiser beim Deutschen Evangelischen Kirchentag ehrenamtlich aktiv. So war sie von 2009 bis zu ihrem Tode christliche Vorsitzende der Arbeitsgemeinschaft Juden und Christen.
Martina Severin-Kaiser war mit Matthias Kaiser, Pastor der Tabita-Kirchengemeinde in Hamburg-Ottensen, verheiratet und Mutter von drei Kindern.
Martina Severin-Kaiser wurde auf dem Friedhof Bernadottestraße in Hamburg beigesetzt.